# Chấn thương sọ não
Chấn thương sọ não là tình trạng người bệnh bị sang chấn vào đầu gây tổn thương hộp sọ và các cấu tạo khác bên trong hộp sọ. Đây là nguyên nhân gây tử vong cao, để lại nhiều di chứng nặng nề cho người bệnh. Đặc biệt là chấn thương sọ não ở trẻ em luôn là mối nguy hiểm tiềm tàng. Chấn thương sọ não là loại tai nạn phổ biến ở mọi quốc gia, thường xảy ra ở những nước công nghiệp, nhất là các nước đang phát triển do sự gia tăng mật độ dân số, đô thị hóa nhanh với phương tiện giao thông có tốc độ cao lại cơ động trên mạng lưới đường sá, cầu cống chật hẹp, kém chất lượng, trong đó điều quan trọng là do trình độ và ý thức tự giác của con người.

## Triệu chứng
Triệu chứng và biểu hiện của chấn thương sọ não thường biểu hiện qua hai thể là các tổn thương nguyên phát và tổn thương thứ phát. Trong đó tổn thương nguyên phát là tổn thương có ngay sau tai nạn. Bao gồm tổn thương ngay ở vị trí vật cứng đập vào đầu (khi đầu cố định) và tổn thương liên quan đến quán tính do hộp sọ bị lắc hoặc xoắn vặn (đầu di động). Cơ chế sinh chấn thương sọ não nặng gồm đụng hay đập trực tiếp vào đầu. Tùy theo nơi bị đụng, tùy vận tốc của chấn thương và tùy theo tác nhân chấn thương sẽ đưa đến biến dạng hộp sọ hay đường nứt sọ.

### Tổn thương nguyên phát
Tổn thương nguyên phát tại chỗ tiếp xúc có thể biểu hiện cụ thể gồm:
- Da đầu, thường thấy là da đầu bị rách gây mất máu nhiều.
- Hộp sọ, hộp sọ Có thể bị vỡ rạn, vỡ theo đường chân chim, vỡ lún gây chèn vào màng não hoặc tổ chức não. ở trẻ em, vỡ xương sọ có thể có vỡ sọ tiến triển.
- Tổn thương tại màng não, màng não bị rách gây chảy dịch não tủy hoặc tổ chức não thoát ra ngoài.
- Tổn thương ở mạch máu gây máu tụ ngoài màng cứng, dưới màng cứng. Tổ chức não bị dập và chảy máu trong não.
- Ngoài ra còn tổn thương liên quan đến quán tính: Do đầu di động nên não chịu sự tăng tốc, giảm tốc đột ngột gây ra tổn thương trục lan tỏa làm bệnh nhân hôn mê kéo dài, triệu chứng lâm sàng không tương xứng với cận lâm sàng (nặng nề hơn).

### Tổn thương thứ phát
- Máu tụ trong sọ: Do tổn thương mạch máu xảy ra ngay sau khi tai nạn hoặc thứ phát sau khi tai nạn xảy ra. Máu chảy ra bị tích tụ lại, gây ra một khối choán chỗ trong sọ, làm tăng áp lực nội sọ, gây tổn thương tế bào năo. Có nhiều hình thức máu tụ: Gồm máu tụ ngoài màng cứng: Thường do chảy máu từ đường vỡ xương sọ hoặc tổn thương mạch máu màng não, gây khối máu tụ giữa xương và màng cứng (Thể lâm sàng: Máu tụ ngoài màng cứng ở trẻ em thường xuất hiện ở ca đẻ khó phải can thiệp thủ thuật kéo thai. Máu tụ ngoài màng cứng ở người già lâm sàng thường không điển hình và tiên lượng nặng). Máu tụ dưới màng cứng: Thường do tĩnh mạch ở võ não gây ra. Nó có thể kết hợp với đụng dập tổ chức não tạo thành khối máu tụ dưới màng cứng và ngoài não. Máu tụ trong não được hình thành do tổn thương các mạch máu nhỏ từ ổ dập não trong nhu mô não.[2]
- Phù não: Tổn thương hàng rào máu não và tổn thương màng tế bào gây ra sự tích tụ nước bất thường ở tổ chức kẽ và trong tế bào.
- Dãn não thất là hiện tượng do chảy máu làm tắc đường lưu thông của nước não tủy gây ra.

### Đối với trẻ em
Trong trường hợp bị chấn thương đầu, nếu thấy trẻ có một trong những dấu hiệu kể sau, các bậc cha mẹ cần đưa trẻ đến bệnh viện ngay:
- Ngay sau ngã, trẻ bất tỉnh hơn 01 phút.
- Ngay sau ngã, trẻ vẫn tỉnh táo nhưng sau đó một thời gian lại xuất hiện những dấu hiệu tri giác bất thường (kích động khó dỗ, ngủ nhiều, lơ mơ, tiếp xúc kém hoặc bất tỉnh hoàn toàn).
- Sau chấn thương đầu, trẻ nôn trên 5 lần trong một thời gian ngắn hoặc nôn kéo dài hơn 6 giờ (mà trước đó trẻ bình thường).
- Thóp của trẻ sau một thời gian chấn thương bị phồng, căng lên, kèm theo vẻ mặt xanh xao.
- Trẻ bị chấn thương nhiều nơi, có máu chảy nhiều.

## Phân loại

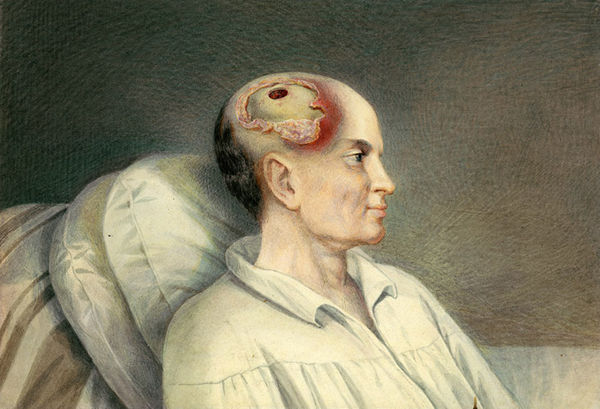
Hình vẽ mô tả một người bị chấn thương sõ não hở

Để đánh giá mức độ tổn thương sọ não, có hai loại được xác định là chấn thương sọ não hở và chấn thương sọ não kín.
- Chấn thương sọ não kín bao gồm tất cả các CTSN có tổn thương sọ não nhưng chưa gây rách màng cứng (màng bao bọc não), chưa gây thông não bộ với môi trường bên ngoài. Tổn thương hộp sọ có thể lún sọ, rạn vỡ sọ. Tổn thương não gồm chấn động não, giập não, chèn ép não do máu tụ, phù não, lún sọ, tràn khí...
- Chấn thương sọ não hở bao gồm tất cả các CTSN gây rách màng cứng, khai thông não bộ với bên ngoài. Loại này gây nguy cơ nhiễm khuẩn não cao.

Ngoài ra còn nhiều cách phân loại khác như theo bản chất tổn thương não, vị trí tổn thương não...

## Phòng ngừa

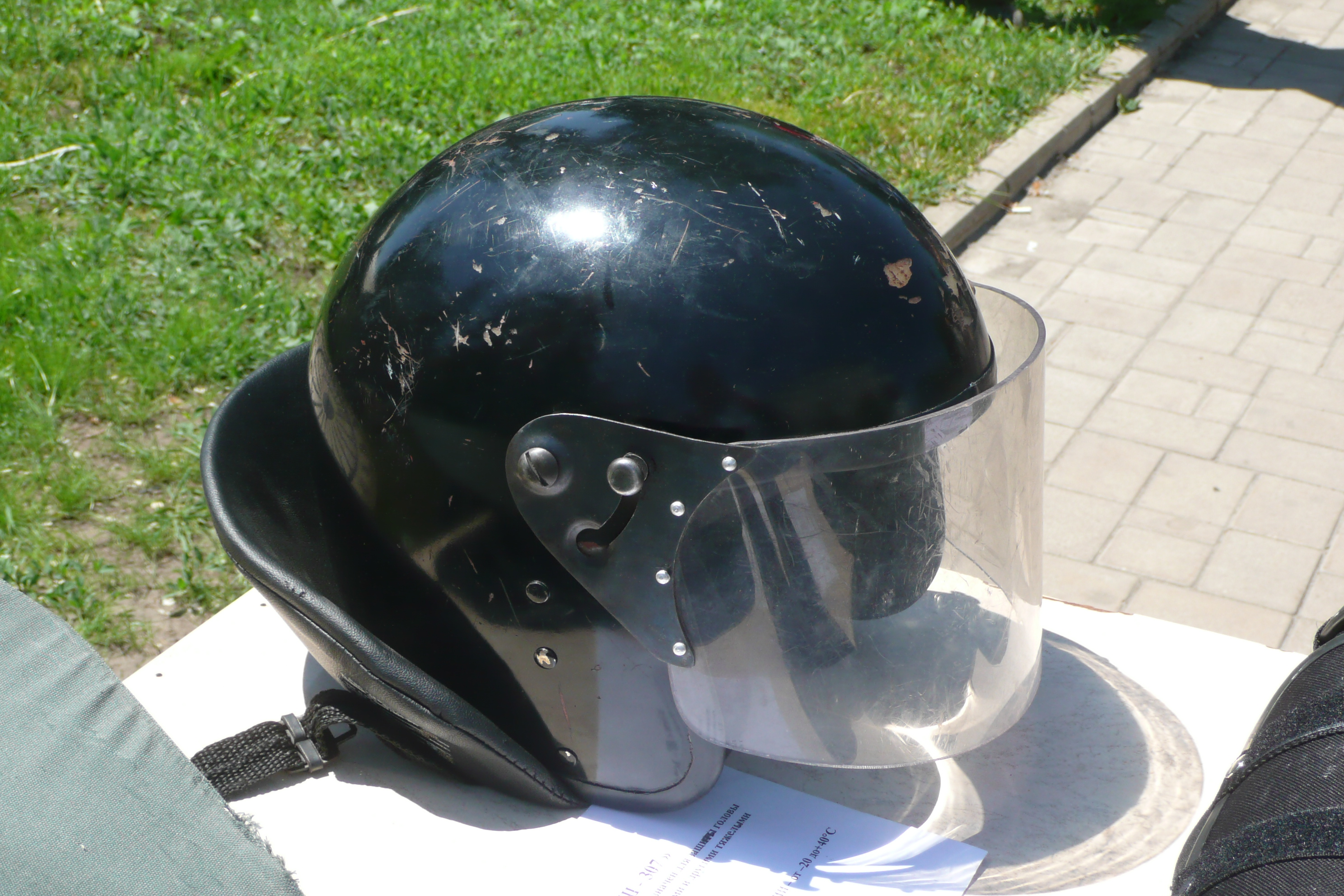
Đội mũ bảo hiểm khi tham gia giao thông là một biện pháp hữu hiệu phòng chống chấn thương sọ não

Chấn thương sọ não có thể xảy ra cho bất kỳ ai nếu chẳng may bị tai nạn (tai nạn giao thông, tai nạn trong sinh hoạt, tai nạn lao động...). Đặc biệt, trẻ em và người già là hai đối tượng dễ bị chấn thương sọ não do tai nạn. Đặc biệt, nguyên nhân chính là do tai nạn giao thông, để đề phòng tai nạn xảy ra, cần phải chấp hành nghiêm chỉnh luật lệ an toàn giao thông và thực hiện đúng an toàn lao động, đặc biệt là đội mũ bảo hiểm và mũ bảo hộ đúng quy định và đúng chất lượng.
Ở Việt Nam, theo một thống kê của Bộ Y tế Việt Nam năm 2011 thì trong số 12.749 trường hợp cấp cứu do tai nạn giao thông có tới 2.365 trường hợp bị chấn thương sọ não và gần 30% số nạn nhân chấn thương sọ não do không đội mũ bảo hiểm. Ngoài ra số bệnh nhân cấp cứu do tai nạn sinh hoạt cũng lên tới hơn 4.500 trường hợp và gần 2.169 người cấp cứu do đánh nhau. Các tai nạn do sinh hoạt chủ yếu là tai nạn do ngã ghế để thắp hương, trèo cao, bỏng do nấu ăn...

## Xử lý và điều trị
- Ngay sau khi bị chấn thương người bị chấn thương phải được cấp cứu kịp thời, nhanh chóng chuyển nạn nhân về cơ sở y tế gần nhất để xử trí ban đầu, sau đó sẽ đưa đến chuyên khoa phẫu thuật thần kinh.
- Phải kiểm soát được đường hô hấp và tuần hoàn của bệnh nhân.
- Xử lý các vết thương sọ não càng sớm càng tốt nhằm tránh mất máu và nhiễm khuẩn.
- Đối với những khối máu tụ nội sọ: Sau khi đã phát hiện ra khối máu tụ gây chèn ép não (biểu hiện bằng sự suy giảm của tri giác, giãn đồng tử một bên, liệt) cần phải mổ cấp cứu giải tỏa não. Nếu để muộn sẽ gây nguy hiểm đến tính mạng của bệnh nhân.
- Để hạn chế tối đa mức độ tàn phế do di chứng tồn tại, bệnh nhân phải trải qua một quá trình phục hồi chức năng lâu dài